# 新世界街
新世界街（波蘭語：Ulica Nowy Świat）是华沙主要的干道之一。 
新世界街是皇家之路（Trakt królewski）的一段，皇家之路从华沙的皇家城堡和华沙老城，向南延伸到约翰三世的17世纪王宫维拉诺。

## 地理
新世界街南起三十字广场（Plac Trzech Krzyży），从此向北，与耶路撒冷大道（Aleje Jerozolimskie）和圣十字街（ulica Świętokrzyska）交汇。新世界街北到华沙大学校园和哥白尼纪念碑附近，再向北就是克拉科夫郊区街（Krakowskie Przedmieście），最后到达皇家城堡。
从新世界街南端的三十字广场继续向南，就变成了 elegant 乌亚兹多夫大道（Aleje Ujazdowskie），然后是贝尔韦街（ulica Belwederska）和梭毕也斯基街（ulica Sobieskiego），最后到达维拉诺（Wilanów）。

## 历史

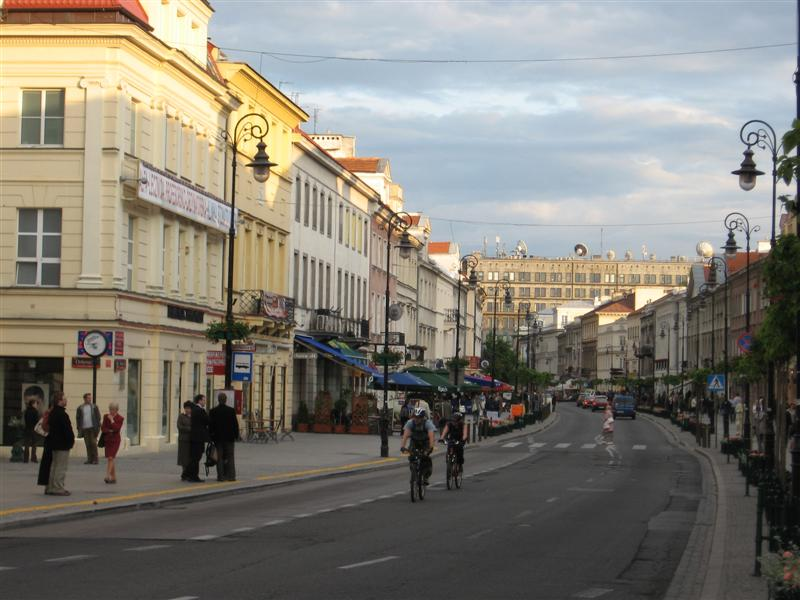

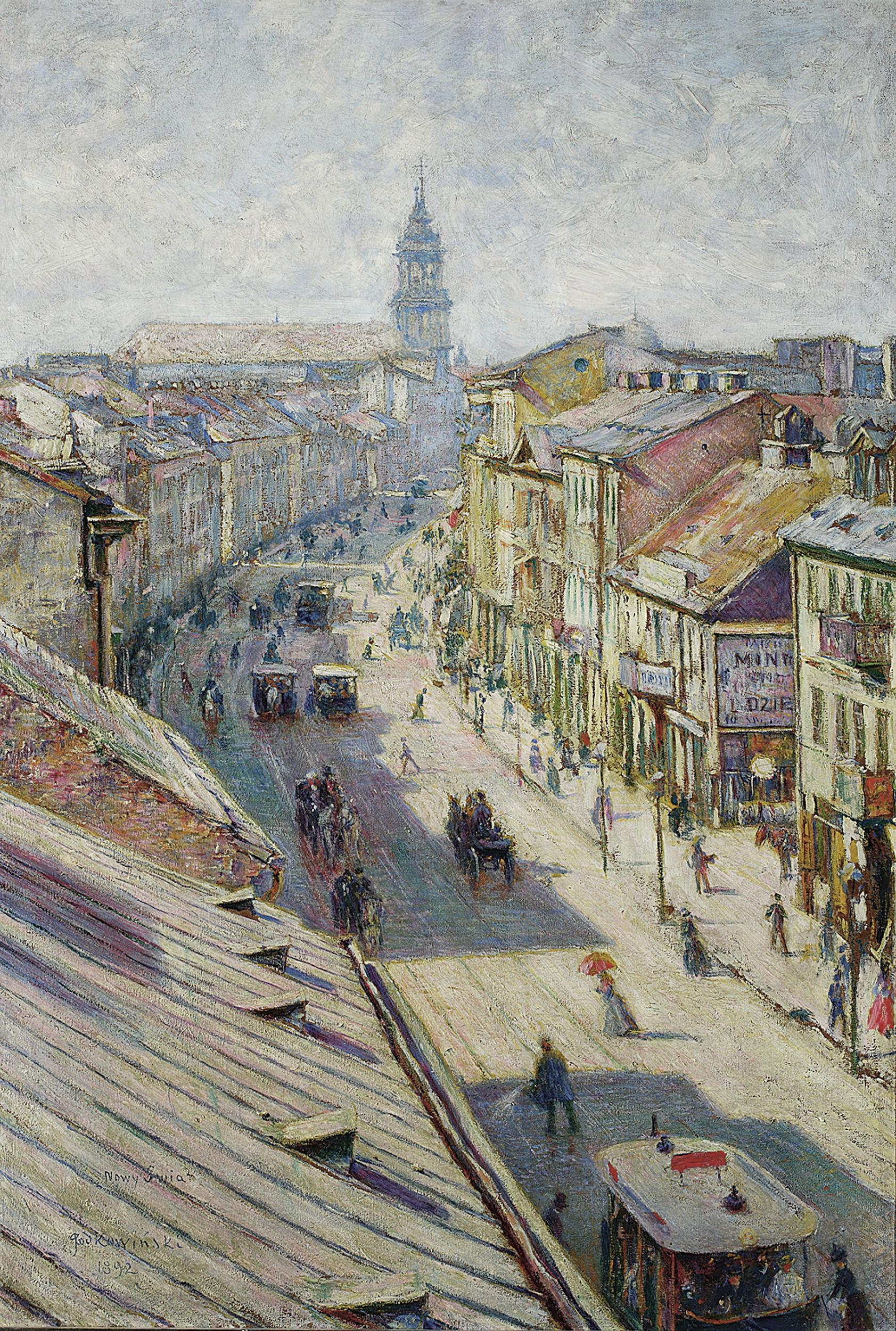
1900年

直到16世纪，新世界街是通往华沙以南无数贵族宫殿和村庄的一条主要道路。这条街现在的名称始于17世纪这座城市大发展之后（约1640年）。到18世纪，沿着新世界街的农田已经变为密集的街市，大部分是木质的庄园府邸。
在拿破仑时期，华沙迅速增长，新世界街几乎进行彻底重建。木质庄园让位给砖石建筑，大部分是三层高的新古典主义建筑。到19世纪末，新世界街已经成为华沙的主要商业街之一，也是交通最繁忙的街道之一，拥有许多商店和餐馆。较大的新建筑取代了原来的建筑，这条街的特征也发生了变化。在20世纪初，几乎所有新古典主义建筑的痕迹全部消失，因为新的建筑大多是新艺术运动风格。
在1944年8月到10月华沙起义期间，新世界街几乎被彻底摧毁。战争结束后，决定重建新世界街。由于恢复到战前新艺术运动状态，会过于高昂，于是又回到了19世纪初的外观。